# Pierwszy rząd Giuseppe Contego

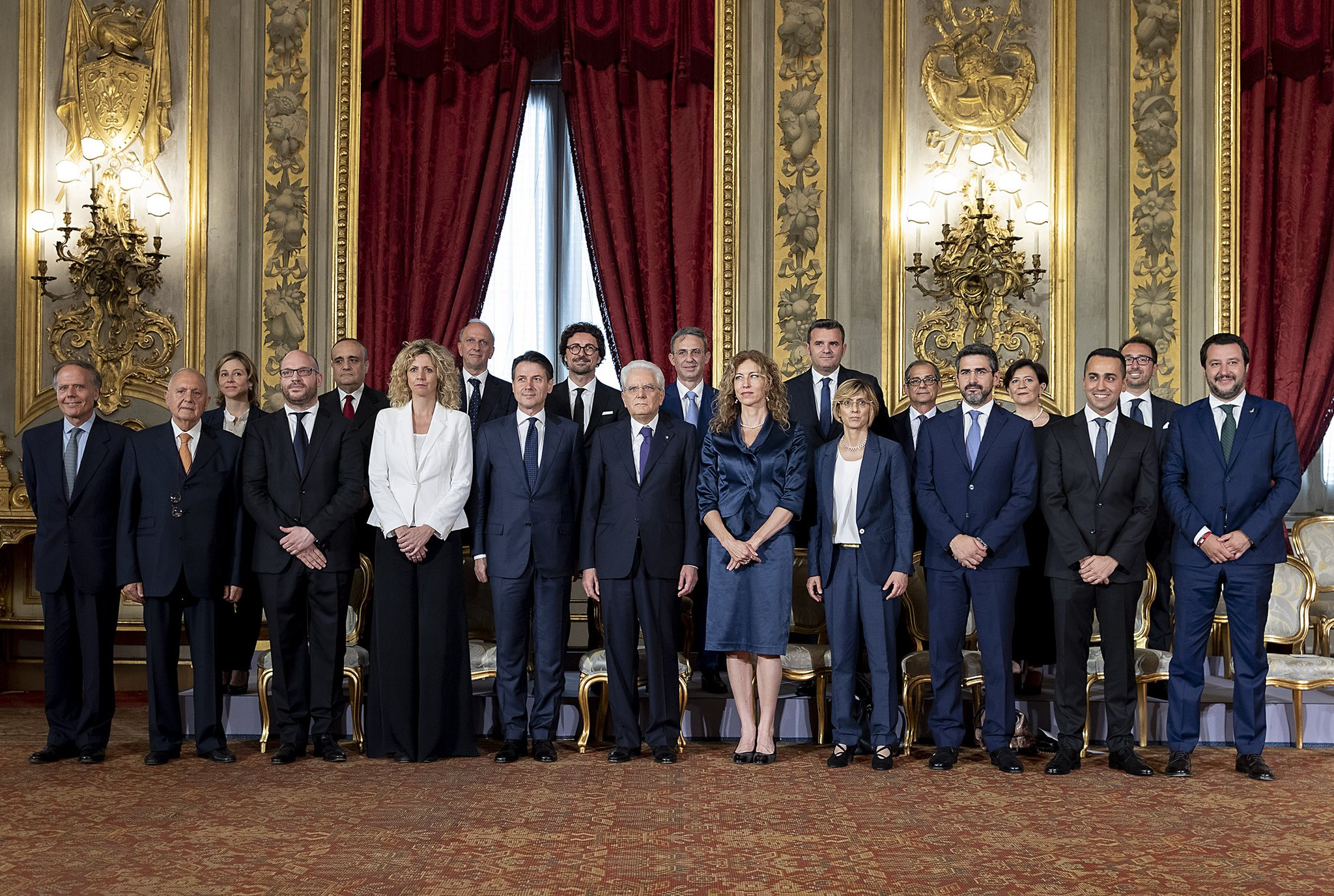
Giuseppe Conte i ministrowie jego rządu w dniu zaprzysiężenia

Pierwszy rząd Giuseppe Contego – rząd Republiki Włoskiej, urzędujący od 1 czerwca 2018 do 5 września 2019.
4 marca 2018 odbyły się we Włoszech wybory parlamentarne. W ich wyniku żaden z obozów politycznych nie uzyskał wystarczającej większości w parlamencie, by samodzielnie sformować rząd, co doprowadziło do kryzysu politycznego. Po długotrwałych negocjacjach 13 maja 2018 określający się jako ugrupowanie antyestablishmentowe Ruch Pięciu Gwiazd (M5S) podpisał porozumienie programowe z prawicową Ligą Północną (LN). 21 maja liderzy obu partii jako kandydata na premiera wskazali Giuseppe Contego, bezpartyjnego prawnika współpracującego w kampanii wyborczej z M5S. Dwa dni później prezydent Sergio Mattarella powierzył mu misję stworzenia nowego rządu. Cztery dni po desygnacji Giuseppe Conte złożył jednak rezygnację z uwagi na sprzeciw prezydenta co do powołania Paola Savony na urząd ministra gospodarki.
28 maja 2018 misję utworzenia technicznego rządu otrzymał od prezydenta ekonomista Carlo Cottarelli. 31 maja doszło ostatecznie do porozumienia prezydenta z koalicjantami wspierającymi Giuseppe Contego, który ponownie został desygnowany na premiera i przedstawił zaakceptowany przez głowę państwa skład rządu (w którym Paolo Savona otrzymał inne stanowisko). Nowy gabinet rozpoczął urzędowanie po zaprzysiężeniu 1 czerwca 2018. Sekretarzem rządu został Giancarlo Giorgetti.
W 2019 doszło do sporów między koalicjantami. Doprowadziły one do złożenia przez Ligę Północną w sierpniu tegoż roku wniosku o wyrażenie gabinetowi wotum nieufności. 20 sierpnia premier ogłosił swoją dymisję. 29 sierpnia premier otrzymał od prezydenta misję utworzenia nowego rządu; doszło do tego po zawarciu porozumienia między Ruchem Pięciu Gwiazd a opozycyjną dotąd Partią Demokratyczną. Jego pierwszy gabinet został zastąpiony przez drugi rząd 5 września 2019.

## Skład rządu
| Funkcja                                                                  | Imię i nazwisko                         | Partia polityczna       |
| ------------------------------------------------------------------------ | --------------------------------------- | ----------------------- |
| Premier                                                                  | Giuseppe Conte                          | bezp. (z nominacji M5S) |
| Wicepremier, minister spraw wewnętrznych                                 | Matteo Salvini                          | LN                      |
| Wicepremier, minister rozwoju gospodarczego, pracy i polityki społecznej | Luigi Di Maio                           | M5S                     |
| Minister sprawiedliwości                                                 | Alfonso Bonafede                        | M5S                     |
| Minister spraw zagranicznych                                             | Enzo Moavero Milanesi                   | bezp. (z nominacji M5S) |
| Minister obrony                                                          | Elisabetta Trenta                       | M5S                     |
| Minister gospodarki i finansów                                           | Giovanni Tria                           | bezp. (z nominacji LN)  |
| Minister infrastruktury i transportu                                     | Danilo Toninelli                        | M5S                     |
| Minister kultury                                                         | Alberto Bonisoli                        | M5S                     |
| Minister zdrowia                                                         | Giulia Grillo                           | M5S                     |
| Minister edukacji, szkolnictwa wyższego i badań naukowych                | Marco Bussetti                          | bezp. (z nominacji LN)  |
| Minister środowiska                                                      | Sergio Costa                            | bezp. (z nominacji M5S) |
| Minister polityki rolnej, żywnościowej i leśnej oraz turystyki           | Gian Marco Centinaio                    | LN                      |
| Minister ds. kontaktów z parlamentem i demokracji bezpośredniej          | Riccardo Fraccaro                       | M5S                     |
| Minister ds. administracji publicznej                                    | Giulia Bongiorno                        | LN                      |
| Minister ds. regionalnych i autonomii                                    | Erika Stefani                           | LN                      |
| Minister ds. regionów południowych                                       | Barbara Lezzi                           | M5S                     |
| Minister ds. rodziny i osób niepełnosprawnych                            | Lorenzo Fontana (do 10 lipca 2019)      | LN                      |
| Minister ds. rodziny i osób niepełnosprawnych                            | Alessandra Locatelli (od 10 lipca 2019) | LN                      |
| Minister ds. europejskich                                                | Paolo Savona (do 8 marca 2019)          | bezp. (z nominacji LN)  |
| Minister ds. europejskich                                                | Lorenzo Fontana (od 10 lipca 2019)      | LN                      |